# Verbio
Die Verbio SE mit Sitz in Zörbig (Sachsen-Anhalt) ist ein Unternehmen, das Biokraftstoffe und chemische Produkte aus Rapsöl, Roggen, Weizen, Triticale, Mais und Stroh herstellt. Verwaltung und Geschäftsleitung befinden sich in Leipzig. Das Unternehmen beschäftigt 1.395 Mitarbeiter und hat Standorte in Deutschland, Indien, den USA, Kanada, Polen und Ungarn.

## Geschichte

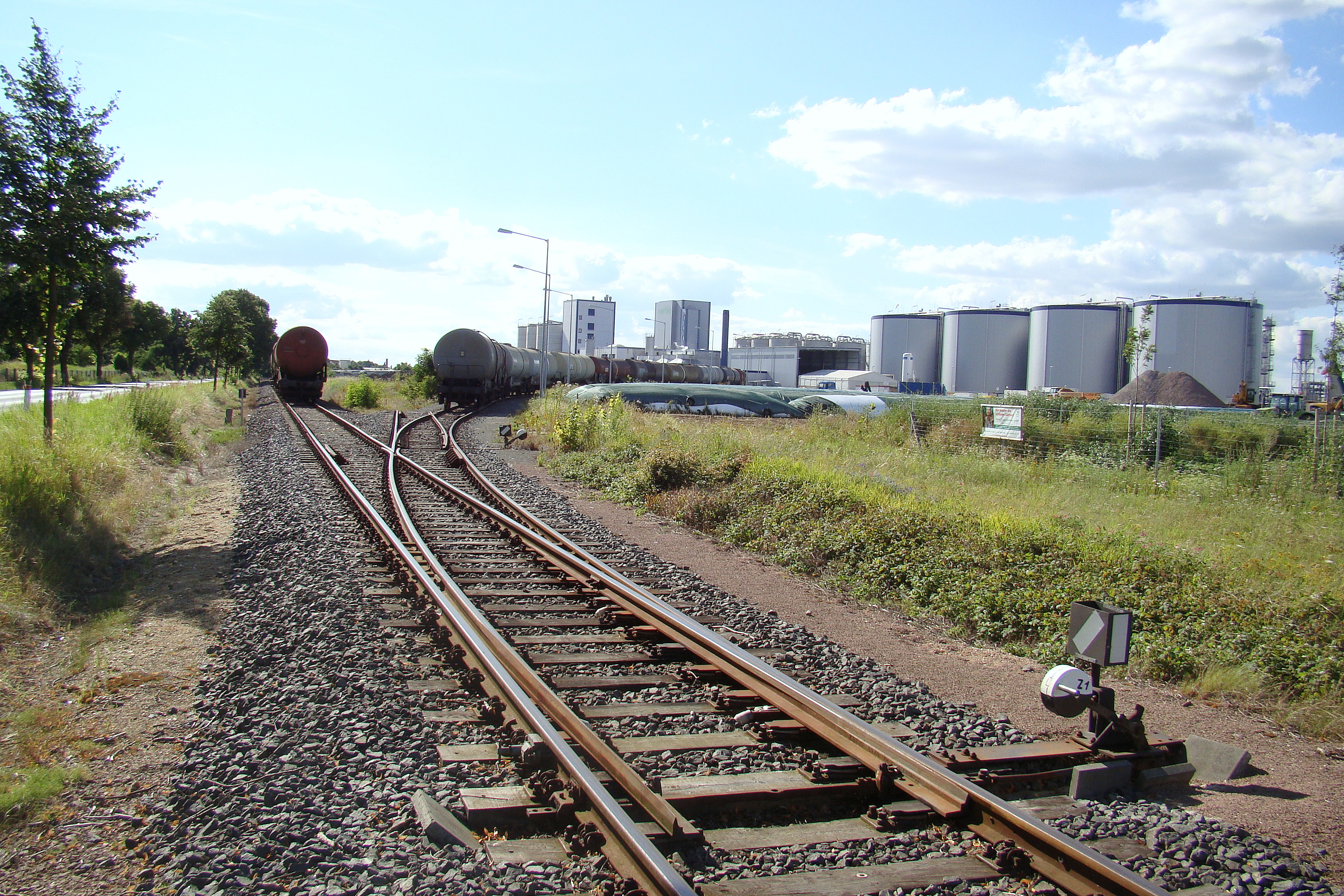
Abzweig des Anschlussgleises von der Bahnstrecke Bitterfeld–Stumsdorf zum Bioethanolwerk in Zörbig

Claus Sauter übernahm 1990 die Führung des Agrarhandelsunternehmens Alois Sauter Landesprodukten-Großhandlung in Obenhausen von seinem Vater. 1991 begann die Expansion in die ostdeutschen Bundesländer mit dem Erwerb und Aufbau von Landhandelsunternehmen. Im Jahr 1995 stellte Sauter erstmals Biodiesel für den Eigenbedarf her. 2000 baute er mit Georg Pollert eine Umesterungsanlage in Bitterfeld auf. Es folgte ein Bioethanolwerk in Zörbig, das 2004 in Betrieb genommen wurde, sowie zwei Produktionsanlagen für Biodiesel und Bioethanol in Schwedt/Oder. Gemeinsam mit der in der St. Gallen ansässigen Handels- und Anlagenbauunternehmen Swiss Bioenergie wurden die vier Produktionsfirmen und -standorte der Sauter-Gruppe im Mai 2006 unter der neuen Dachgesellschaft Verbio Vereinigte Bioenergie AG zusammengefasst. Sauter wurde deren Vorstandsvorsitzender, Aktionäre waren neben ihm und Pollert zwei Geschwister und die Ehefrau von Claus Sauter. Der Konzern beschäftigte etwa 300 Menschen.
Im Herbst 2006 kündigte Verbio seinen Börsengang für den Oktober an. Mit dem Erlös sollten staatliche Förderungen zurückgezahlt und die Produktion ausgebaut werden.
Mit Wirkung zum 16. Oktober 2006 folgte die Notierung der Aktien des Unternehmens an der Frankfurter Wertpapierbörse. Im selben Jahr übernahm die Familie Sauter mit der Sauter Verpachtungsgesellschaft GmbH wesentliche Anteile am Landhandelsunternehmen Märka GmbH. 2009 begann der Bau von Biogasanlagen in Zörbig und Schwedt, welche im darauffolgenden Jahr in Betrieb genommen wurden. 2010 erfolgte die formale Übernahme der Märka GmbH durch Verbio mit einem Transaktionsvolumen von 24,57 Mio. Euro. 2011 startete Verbio ein Pilotprojekt zur Strohverarbeitung für die Biogasgewinnung und die internationale Expansion nach Osteuropa.
Am 30. November 2023 erfolgte die Umwandlung der Verbio Vereinigte BioEnergie AG in die Verbio SE.

## Tochtergesellschaften
Innerhalb des Konzerns agiert die Verbio SE als Management-Holding. Das operative Geschäft betreiben die Tochtergesellschaften
- Verbio Bitterfeld GmbH, Bitterfeld-Wolfen, OT Greppin
- Verbio Schwedt GmbH, Schwedt/Oder
- Verbio Zörbig GmbH, Zörbig
- Verbio Agrar GmbH, Zörbig (ehemals Märka GmbH)
- Verbio Pinnow GmbH, Pinnow
- Verbio Logistik GmbH, Zörbig
- Verbio Polska Sp. z o.o. Stettin (Polen)
- Verbio India Private Limited, Chandigarh (Indien)
- Verbio North America Corporation, Stamford, Connecticut (USA)
- Verbio Nevada LLC, Nevada, Iowa (USA)
- Verbio Diesel Canada Corporation, Welland, Ontario (Kanada)
- XiMo Kft., Budapest (Ungarn)

## Bioraffinerie
Die Bioraffinerie des Unternehmens ist ein Anlagenverbund bestehend aus Bioethanol- und Biomethan-Anlage. Die bei der Ethanolherstellung als Abfall anfallende Schlempe wird durch Fermentation in Biogas umgewandelt und anschließend auf Erdgasqualität gebracht. Die anorganischen Komponenten werden extrahiert und zu einem organischen Flüssigdünger verarbeitet. Der Dünger geht wieder zurück in die Landwirtschaft. 95 % der für die Produktion von Bioethanol und Biomethan benötigten Rohstoffe werden aus dem direkten Umfeld der Biokraftstoff-Anlagen gewonnen.

## Aktie
Seit Oktober 2006 ist Verbio im Prime Standard der Frankfurter Wertpapierbörse notiert. Seit 21. Dezember 2020 ist die Aktie Bestandteil des SDAX. Die Aktionärsstruktur setzt sich wie folgt zusammen: 27,74 % Streubesitz, 38,92 % Vorstand, 0,10 % Aufsichtsrat und 33,24 % Aktionäre mit mehr als 5 % Anteil am Grundkapital.